# Sebastian Neumeister
Sebastian George Neumeister (* 5. April 1938 in Chemnitz; † 10. August 2023 in Berlin) war ein deutscher Romanist.

## Leben
Sebastian Neumeister begann in den 1960er-Jahren zunächst ein Jurastudium an der Ruprecht-Karls-Universität Heidelberg, studierte dort dann Romanistik, ebenso in Münster, Gießen und Konstanz, wo er 1966 – von Hans Robert Jauß betreut – mit der Schrift Das Spiel mit der höfischen Liebe, einer Arbeit über den provenzalischen Minnesang, promoviert wurde. Dies war gleichzeitig die erste Dissertation der neugegründeten Universität am Bodensee. Im selben Jahr wechselte Neumeister nach Saarbrücken. An der dortigen Universität des Saarlandes arbeitete er bis 1972 als wissenschaftlicher Assistent und anschließend bis 1975 als Assistenzprofessor. Von den mythologischen Festspielen Pedro Calderón de la Barcas handelt Mythos und Repräsentation, womit Neumeister 1974 habilitiert wurde. 1975 und 1976 arbeitete er an der Universität Trier, 1976 erfolgte eine Berufung als Professor an die Universität Siegen, ehe er 1980 einen Ruf an die Freie Universität Berlin annahm. Dort wirkte er als Professor für Literaturwissenschaft am Institut für Romanische Philologie. 2005 wurde er emeritiert, nachdem er zwischenzeitlich (1993) einen Ruf an die Technische Universität Dresden abgelehnt hatte.

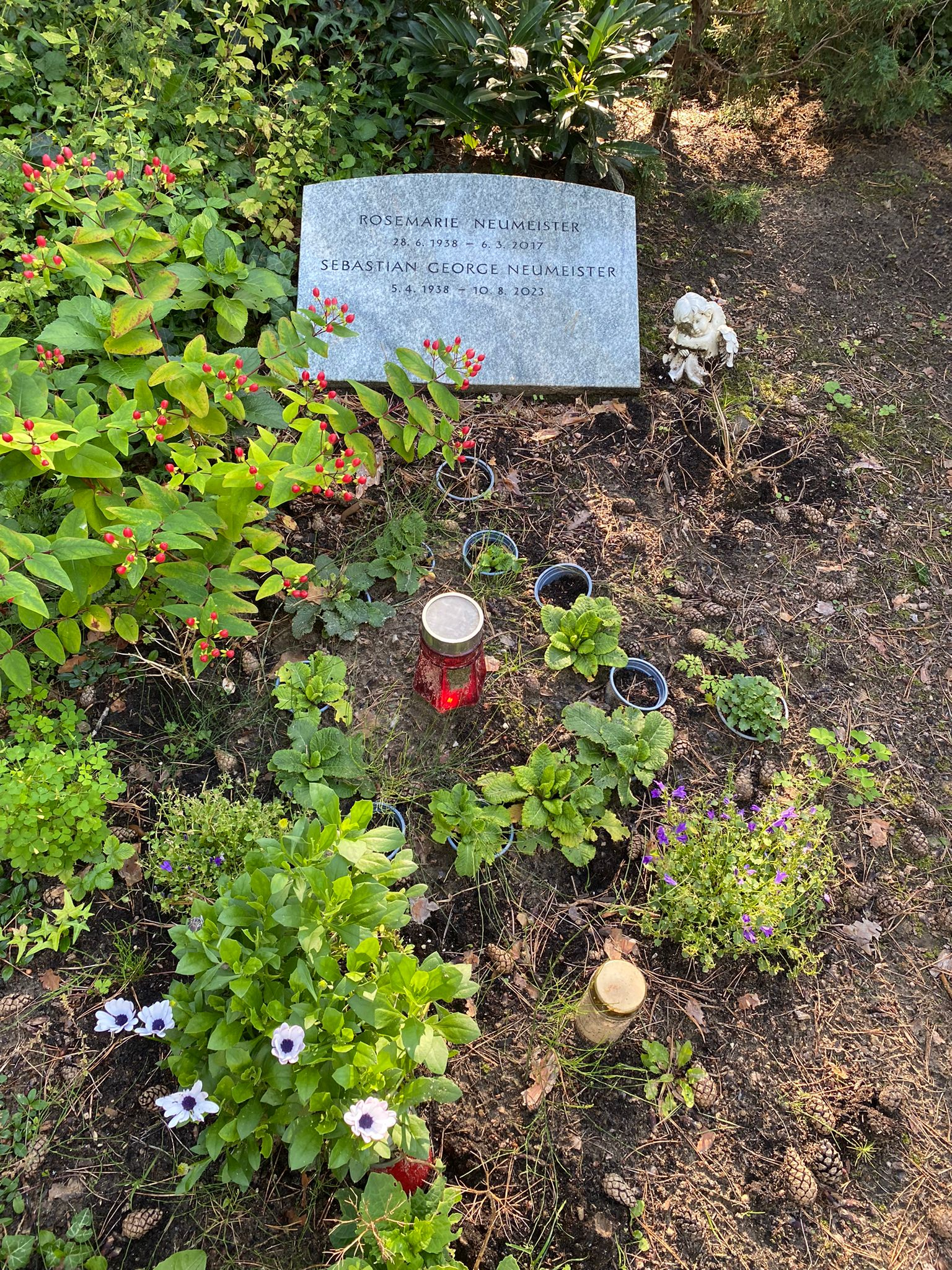
Grabstätte auf dem Waldfriedhof Dahlem

Neumeisters Forschungsgebiete waren vielfältig. Im Bereich der Hispanistik  beschäftigte er sich hauptsächlich mit den Werken Pedro Calderón de la Barcas und Baltasar Graciáns. Über letzteren veranstaltete Neumeister 1998, 2004 und 2010 internationale Kolloquien. Für die Übersetzung von Graciáns El discreto (deutsch Der kluge Weltmann) erhielt er 1996 den Übersetzerpreis der spanischen Botschaft.
In der Lateinamerikanistik legte Neumeister sein Augenmerk auf Schriftsteller wie Jorge Luis Borges, Gabriel García Márquez, Octavio Paz, Mario Vargas Llosa oder Sor Juana Inés de la Cruz. In der französischen Literatur befasste er sich umfangreich mit Pierre Bayle.
Neumeister intensivste Forschung in der italienischen Literatur galt Giacomo Leopardi und dessen Werk. 1989 gründete er die erste Leopardi-Gesellschaft außerhalb Deutschlands, deren Vorsitz er über viele Jahre innehatte, und deren Ehrenpräsident er später wurde.
Von 1982 bis 2009 war Neumeister Mitherausgeber der Germanisch-Romanischen Monatsschrift. Zu verschiedenen Geburtstagen wurde er mit Sammlungen seiner Aufsätze geehrt, so zum 60. Geburtstag 1998 mit Europa in Amerika. Annäherungen und Perspektiven und zum 65. Geburtstag mit Literarische Wegzeichen. Vom Minnesang bis zur Generation X. Zu Neumeisters 70. Geburtstag erschien Arkadien in den romanischen Literaturen, herausgegeben von Roger Friedlein.  
Sebastian Neumeister verstarb im Alter von 85 Jahren in Berlin-Zehlendorf. Seine letzte Ruhestätte erhielt er auf dem Waldfriedhof Dahlem.

## Veröffentlichungen (Auswahl)
(* = als Herausgeber)
- 1966: Das Spiel mit der höfischen Liebe (Dissertationsschrift)
- 1970: Poetizität, Verlag L. Schneider, Heidelberg
- 1973: Der Dichter als Dandy, Verlag Fink, München
- 1978: Mythos und Repräsentation, Verlag Fink, München, ISBN 978-3-7705-1443-4 (Habilitationsschrift)
- 1979: Roman und Lyrik in Frankreich, Akademische Verlagsgesellschaft Athenaion, Wiesbaden, ISBN 978-3-7997-0696-4 (mit Hans Hinterhäuser)
- 1981: Calderón und die deutsche Literatur, Katalog zur Ausstellung anlässlich des Calderón-Jahres, ISBN 978-3-929619-96-6
- 1991: El mundo de Gracián, Colloquium-Verlag, Berlin, ISBN 978-3-7678-0787-7 (*)
- 1995: Leopardi in seiner Zeit, Stauffenberg-Verlag, Tübingen, ISBN 978-3-86057-135-4 (*)
- 1998: Europa in Amerika, Verlag Frey, Berlin, ISBN 978-3-925867-29-3
- 2004: Literarische Wegzeichen, Universitätsverlag, Heidelberg, ISBN 978-3-8253-1530-6
- 2004: Baltasar Gracián: Antropología y estética, Verlag Frey, Berlin, ISBN 978-3-925867-75-0 (*)
- 2009: Die ästhetische Wahrnehmung der Welt: Giacomo Leopardi, Verlag Lang, Berlin, ISBN 978-3-631-59101-7 (*)
- 2010: Los conceptos de Gracián, Verlag Frey, Berlin, ISBN 978-3-938944-40-0 (*)
- 2017: Identitätsbildung und Repräsentation in der Neuen Welt, Universität Würzburg
- 2019: Das Streitgedicht im Mittelalter, S. Hirzel Verlag, Stuttgart, ISBN 978-3-7776-2760-1 (*)
- 2021: „Da es dir gefällt, o Liebe“ : die Dichtungen der Staufer, Carl-Winter-Universitätsverlag, Heidelberg, ISBN 978-3-8253-4749-9 (*)